# Acclimatation végétale au froid
L'acclimatation végétale au froid est un ensemble de mécanismes physiologiques permettant aux plantes de résister au froid et au gel.
Dans la nature, les êtres vivants sont  parfois confrontés à des conditions défavorables telles que la sécheresse, la salinité, le froid ou encore les inondations qui sont des stress abiotiques. Les conséquences vont du simple ralentissement de la croissance à la mort. Ces individus ont développé diverses stratégies pour faire face à ce type de stress.
La température est un facteur environnemental qui change de saison en saison et subit aussi des fluctuations quotidiennes. Les végétaux, immobiles, ne peuvent échapper aux conditions climatiques défavorables. Le froid est la limitation majeure de la distribution des espèces sauvages et la baisse de la productivité des cultures en raison des gelées soudaines d’automne ou de températures inhabituellement basses en hiver est considérable. Les plantes doivent être capables d’appréhender les fluctuations transitoires aussi bien que les changements saisonniers de température et de répondre à ces changements en ajustant activement leur métabolisme pour faire face.

## Tolérance au froid
Pour Pearce (1999), les plantes sont réparties en trois catégories selon leur réponse au stress froid :
- les plantes sensibles au froid subissent des dommages quand les températures sont inférieures à 12 °C,
- les plantes tolérantes au froid mais sensibles au gel peuvent s’acclimater à des températures inférieures à 12 °C mais ne survivent pas au gel,
- enfin, les plantes tolérantes au froid et au gel survivent à des températures très inférieures à 0 °C. L’acclimatation au froid (au sens strict) permet de différencier les plantes sensibles au froid de celles qui sont tolérantes. L’endurcissement, quant à lui, différencie les plantes sensibles au gel des plantes tolérantes.

L’acclimatation au froid est un processus complexe impliquant des changements physiologiques et métaboliques sous contrôle génétique. Une période d’exposition à de basses températures mais positives conduit, chez beaucoup d’espèces, à une tolérance augmentée aux températures négatives. Dans la nature, les températures basses non gelantes de la fin de l’automne ou du début de l’hiver sont les principaux déclencheurs de l’acclimatation au froid bien que la qualité de la lumière et la photopériode peuvent aussi être impliquées dans cette réponse. Ainsi, chez le pois, cette adaptation au froid, grâce aux températures basses, n’a pas lieu quand l’intensité lumineuse est faible. Par contre, quand l’intensité lumineuse est normale, les pois d’hiver acquièrent une plus grande tolérance au gel que les pois d’été (Bourion et al. 2003). L’acclimatation est un processus réversible qui disparaît une fois que les températures remontent au-dessus de zéro (un redoux pendant l’hiver ou le retour des conditions printanières).
Les plantes qui restent actives pendant l’hiver doivent maintenir leur métabolisme primaire essentiel pour conserver une croissance minimale. Elles doivent lutter contre le froid qui diminue la vitesse des réactions enzymatiques, et modifie la conformation des lipides membranaires et d’autres macromolécules ce qui a des conséquences sur la plupart des processus biologiques (Stitt et Hurry 2002). De plus, quand la température est inférieure à zéro, la glace se forme dans les espaces intercellulaires où la concentration en solutés est faible ce qui facilite la prise en glace. Cette formation de glace provoque la perte d’eau des cellules d’où la déshydratation de la plante. Ceci explique que les résistances au stress froid et au stress hydrique partagent des mécanismes communs.
La totalité des métabolismes est donc affectée par le froid. En ce qui concerne la photosynthèse, le taux optimum est obtenu quand une balance appropriée entre la vitesse de carboxylation et la synthèse de sucres existe. Öquist et al. (1993) ont montré que la tolérance au gel est fortement corrélée avec la capacité d’augmenter la photosynthèse et les pools de glucides solubles pendant l’acclimatation au froid. Ces relations sont particulièrement importantes dans les feuilles nouvellement formées (Hurry et al. 2000). En effet, elles présentent une augmentation de l’expression des enzymes impliqués dans la synthèse de sucres. Les basses températures semblent, selon ces auteurs, inhiber plus fortement les réactions sombres de la photosynthèse que le transport d’électrons. Le risque devient alors un excédent de pigments photoassimilateurs activés dont la relaxation risque de générer des radicaux libres et de conduire au stress oxydatif.

## Acclimatation au froid
Lors de l’acclimatation au froid, une augmentation du taux d’insaturation des acides gras constituants des lipides membranaires et une augmentation du rapport phospholipides sur protéines sont observées dans les membranes. L’asymétrie des lipides de la membrane semble contribuer à la stabilité de cette dernière à basse température (Sung et al. 2003). Ces changements empêchent la fuite d’électrolytes ou d’autres molécules de la cellule vers le milieu extérieur et la perturbation du fonctionnement des protéines de transport qui ont un rôle important dans le contrôle des flux métaboliques.
Pendant le phénomène d’endurcissement, les cellules doivent être protégées du gel et en particulier lutter contre la formation de glace qui soustrait l’eau disponible des compartiments cellulaires et provoque des dommages mécaniques aux systèmes membranaires. Des protéines LEA (Late Embryogenesis Abundant, protéines abondantes de l'embryogenèse tardive) sont accumulées dans les tissus pendant les périodes d’acclimatation à des stress qui mettent en jeu la déshydratation comme le froid. Ce sont des protéines hautement hydrophiles qui restent stables même après avoir bouilli. Elles ont une composition en acides aminés simple et contiennent des motifs répétés en acides aminés dont certaines régions sont capables de former des hélices  amphipathiques. Ces hélices permettraient aux protéines de stabiliser les membranes contre les dommages du gel (Thomashow 1999). Leur tolérance aux conditions dénaturantes suggère que leur rôle pourrait être de stabiliser les structures dans un environnement pauvre en eau. Le groupe 2 des LEA est constitué de déhydrines parmi lesquelles 1 à 5 répondant au froid ont été découvertes par espèce. Les déhydrines par leur action au niveau des cellules sont des cryoprotecteurs tout comme les sucres peuvent l’être.
L’accumulation des sucres est à même de diminuer la température de cristallisation de la glace et la quantité de glace formée. En effet, chez les plantes pérennes tempérées, une forte augmentation en sucres solubles et une diminution de la teneur en amidon dans les tissus en automne et en hiver sont observées (Guy et al. 1992). Bourion et al. (2003), dans leurs études sur le Pois, montrent que la teneur en sucres solubles augmente rapidement pendant les 7 premiers jours de froid et diminue légèrement durant les 7 jours suivant. Le stockage des sucres chez le Pois d’hiver peut avoir un rôle nutritionnel pendant l’acclimatation au froid mais aussi participer directement à la tolérance au gel comme moyen d’assurer, également, la cryoprotection des tissus de la plante surtout ceux comme les feuilles qui sont nécessaires pour amener l’énergie à la plante.

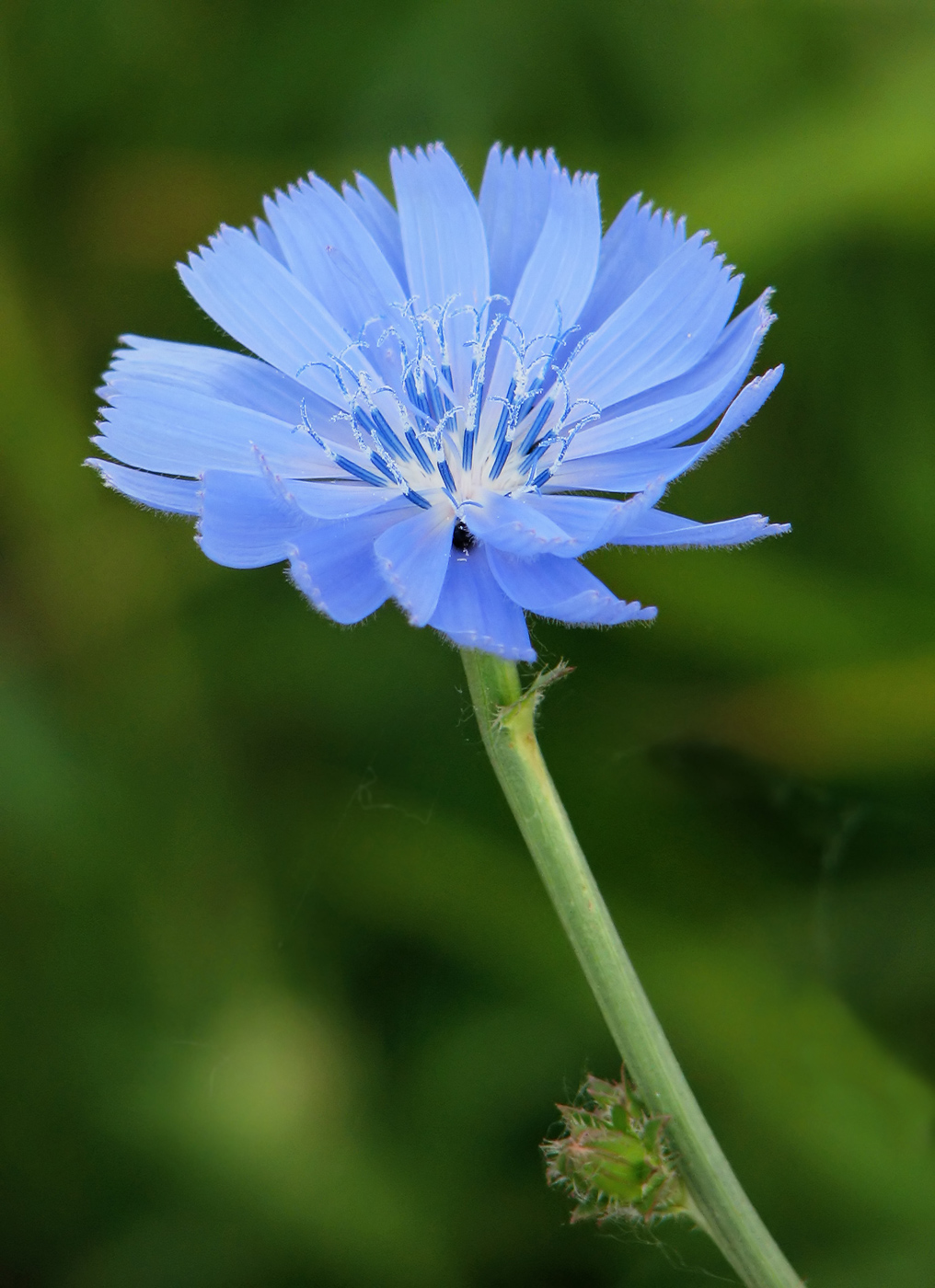
Fleur de Chicorée sauvage

Chez différentes plantes ligneuses, ce serait spécifiquement l’accumulation du raffinose qui est corrélé à la tolérance au gel bien que le rôle exact du raffinose dans la protection contre le gel reste à élucider. Chez les herbacées, ce sont généralement le saccharose et parfois des polymères solubles vacuolaires comme les fructanes (inuline chez la Chicorée et phléines pour les Poacées) qui sont corrélés à cette tolérance au gel. Des changements de concentration et de distribution des sucres pourraient constituer un mécanisme pour protéger des compartiments spécifiques pendant la déshydratation. Selon Gerhardt et Heldt (1984), il existe des changements considérables dans la localisation des sucres entre le jour (vacuole) et la nuit (cytoplasme) chez l’Épinard. Des changements similaires pourraient être observés entre des cellules de plantes acclimatées ou non au froid.
D’autres composées peuvent jouer le rôle d’osmoprotecteurs. Ce sont des protéines solubles, la proline, la glycine betaïne, le sorbitol ou des polyamides mais aussi les sucres solubles. Ces constituants sont hautement solubles et non toxiques pour l’organisme. Les osmoprotecteurs servent à augmenter la pression osmotique dans le cytoplasme et peuvent aussi stabiliser les protéines et les membranes quand les températures sont défavorables (Breton et al. 2000). L’accumulation de ces solutés dans le cytoplasme contribue à la survie des cellules en cas de gel, en réduisant les pertes d’eau durant la déshydratation induite par la cristallisation de l’eau extracellulaire pour former la glace. Ils séquestrent aussi les ions toxiques et protègent les macromolécules de la dénaturation induite par la déshydratation (Steponkus 1984).
Dès 1985, Guy et al. observent des changements dans l’expression des gènes pendant l’acclimatation au froid et en concluent que des gènes répondant au froid permettent de réaliser des changements biochimiques et physiologiques nécessaires pour la croissance et le développement à basse température. Pour Hugues et al. (1996), les études biochimiques montrent que la croissance à basse température est possible grâce à la production d’isoformes de basses températures d’enzymes impliquées dans les fonctions vitales pour les cellules. Ainsi, chez Arabidopsis thaliana, FAD8, une désaturase d’acide gras et chez l’Orge, BLT4 une protéine de transfert de lipides sont exprimées lors de l’acclimatation au froid pour permettre des changements de composition lipidique membranaire. Des protéines chaperonnes Hsp70 chez l’Épinard et Hsp90 chez le Colza sont aussi exprimées et stabilisent les protéines contre les dénaturations induites par le gel (Thomashow 1999). Un grand nombre de gènes induits par le froid ont été isolés et caractérisés : des acides gras désaturases, des protéines chaperonnes, des protéines impliquées dans la biosynthèse d’osmoprotectants, des protéines antigel et des composants de la régulation génique tels que des facteurs de transcription, des kinases et des phosphatases, mais beaucoup restent encore inconnus.
Parmi ces gènes, ceux codant les déhydrines de la famille WCS120 (wheat cold-specific) chez le Blé sont au nombre de sept. Ce sont des protéines riches en glycine et thréonine. Le nombre de copies et l’organisation des gènes inductibles chez les cultivars de blé sensibles et tolérants au gel sont les mêmes. Mais l’expression des gènes induits par les basses températures tels que WCS120 dans les espèces tolérantes est maintenue à un haut niveau pendant l’exposition aux basses températures tandis qu’elle diminue dans les espèces moins tolérantes. Le degré de tolérance au gel d’une plante dépend donc de sa capacité à maintenir l’expression de gènes inductibles par le froid à un haut niveau pendant la période d’acclimatation (Ouellet 2002). La principale régulation des gènes inductibles par le froid est une régulation transcriptionnelle. Cette régulation est en grande partie modulée par des protéines se fixant sur des sites spécifiques dans les régions promotrices des gènes. Le motif CCGAC (ou CRT pour C-repeat) forme le motif d’un LTRE (low temperature responsive element) ou DRE (dehydration responsive element). Ce motif ou des variantes sont présents dans les promoteurs de COR15A ou COR6.6 d’Arabidopsis, de BLT4.6 de l’Orge, ou de BN115 du Chou. Un autre élément nommé TCA peut aussi intervenir. Il est présent dans une région importante du promoteur de WCS120 et s’il est tronqué, la réponse au stress est beaucoup moins efficace  ce qui montre son implication dans cette réponse au stress (Ouellet 2002).
L’évolution des stratégies adaptatives permet aussi aux cellules de la plante de sentir les stimuli environnementaux et d’activer les réponses pour la survie. Pour répondre aux basses températures, les plantes doivent donc percevoir le stress, transmettre le signal au noyau et activer l’expression de gènes impliqués dans les mécanismes d’adaptation.
Le froid est d’abord ressenti par la membrane plasmique ou par des complexes moléculaires cytoplasmiques et chloroplastiques qui transmettent le signal (Breton 2000). Un transmetteur connu dans les cellules est le calcium. Or, aux basses températures, Knight et Knight (2001) ont observé une augmentation rapide de la concentration cytoplasmique de calcium et aussi une augmentation rapide dépendante du calcium de l’activité de la protéine phosphatase IIa. Örvar et al. (2000), quant à eux, ont mené leurs études sur des cultures de cellules de Luzerne en suspension. Ils ont montré que la rigidification de la membrane induit la réorganisation des microfilaments d’actine et l’ouverture des canaux calciques ce qui semble nécessiter que le cytosquelette d’actine soit couplé à la membrane plasmique aussi bien qu’aux canaux calciques. Le signal froid est alors transmis via une cascade de kinases et de phosphatases menant à l’activation de facteurs de transcription spécifiques qui activent la transcription des gènes cor (cold regulated gene) (Breton 2000). L’expression de ces gènes est responsable de l’ajustement métabolique de la croissance à de basses températures et du développement de la tolérance au gel. Mais pour comprendre les composants du signal en amont menant à l’activation de gènes spécifiques, il existe des difficultés car les gènes répondant aux basses températures sont souvent aussi induits par d’autres stimuli tels que la sécheresse, la salinité ou l’acide abscissique.
Des facteurs de transcription qui se lient à CCGAC ont été clonés chez Arabidopsis thaliana. Ils sont appelés CBF (C-repeat binding factor) ou DREB (dehydration responsive element binding protein) et activent l’expression des gènes COR (cold regulated gene). Comme le motif LTRE CCGAC n’est pas présent dans la région promotrice des gènes CBF/DREB induits par le froid, il semble que d’autres éléments (« ICE » box : inducer of CBF expression et ICE) existent. Comme la réponse aux basses températures est très rapide, il semble qu’une forme inactive du facteur ICE pourrait être constitutivement présente dans la cellule à température contrôlée et serait activée par exposition aux basses températures (Xin et Browse 1998).
Le stimulus basse température est transmis via des voies ABA indépendantes et des voies ABA dépendantes. L’ABA est, en effet, impliqué dans la réponse au froid car une augmentation transitoire des concentrations d’ABA endogène (trois fois) est observée chez Arabidopsis thaliana et une application d’ABA exogène peut induire une augmentation de la tolérance au gel chez les plantes d’Arabidopsis qui ont poussé à 22 °C (Hughes 1996). Pour cette voie ABA dépendante, les éléments cis sont les ABRE (ABA response element) avec pour séquence consensus C/TACGTGGC dans le promoteur des gènes répondant à l’ABA et au froid grâce à cette voie. Quant aux éléments trans, ce sont les AREB1 et AREB2 (ABA responsive element binding protein) dont les gènes qui les codent répondent à la sécheresse, au sel et à l’ABA (Pavla 2002).

### La dormance

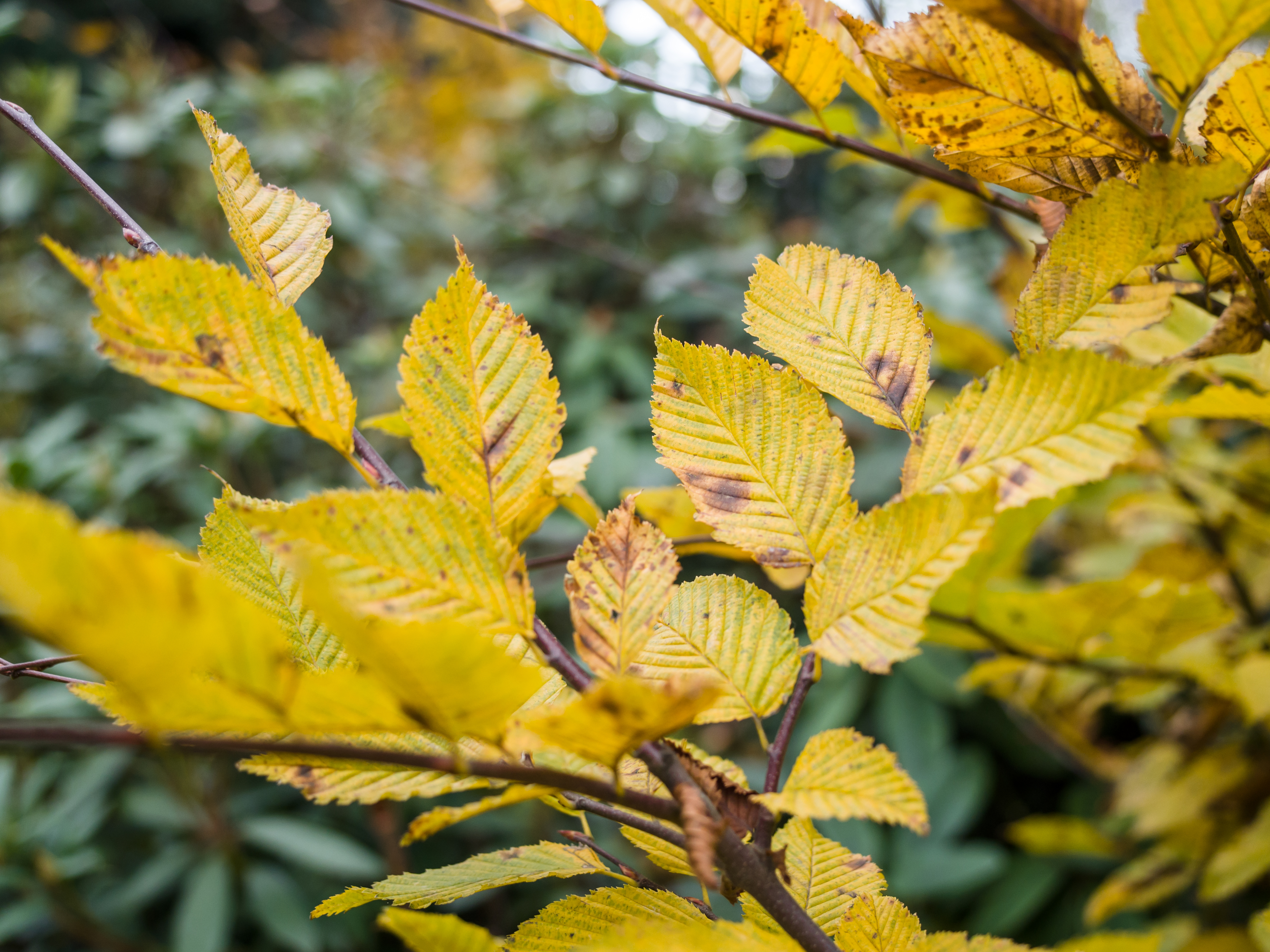
Feuilles de charme à l'automne.

Durant l’automne, certaines plantes perdent leurs feuilles (les arbres caducs) à cause d’une diminution de la photopériode et de l’apport en eau. Ensuite, ces plants forment des bourgeons (structures écailleuses protégeant les futures jeunes pousses) très résistants au froid et tombe en dormance. Aussitôt que les conditions redeviennent favorables, ces plants sortent de leur dormance.

### Les aiguilles

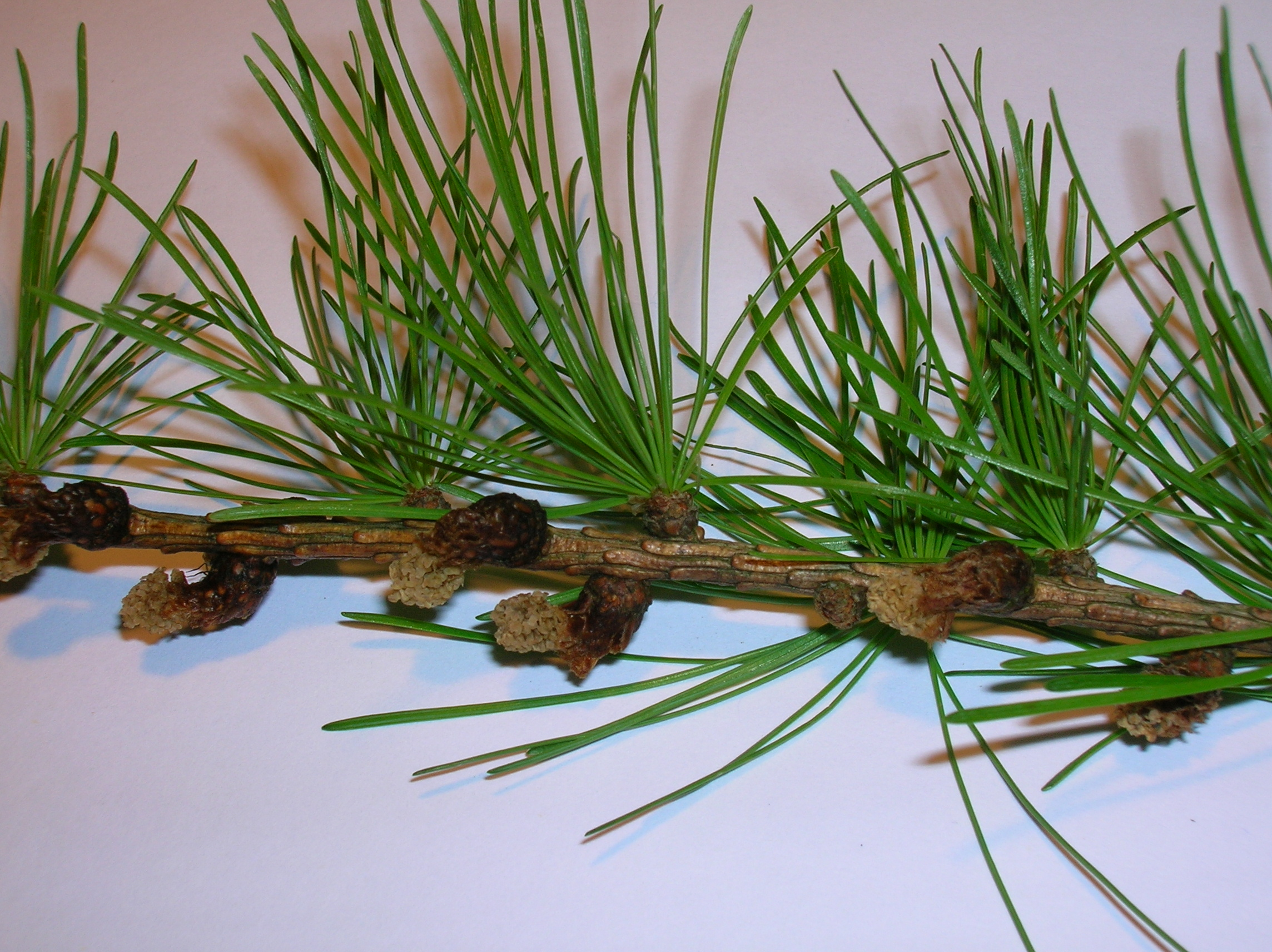
Aiguilles de mélèzes.

Les conifères se sont adaptés en ayant des aiguilles comme feuille. La plupart d'entre eux gardent leurs aiguilles durant l’hiver grâce à un équilibre biochimique qui leur permet d’effectuer leur photosynthèse. De plus, les aiguilles développent une épaisse couche cireuse qui contribue à réduire la perte d’eau lorsque celle-ci est rare et les protège contre le gel. Certains conifères adoptent des aiguilles de forme conique qui réduisent le risque de bris des branches par accumulation de la neige. Cependant, leur croissance est en arrêt durant l’hiver, parce qu’ils ne peuvent pas produire assez d’énergie.

### Lesgraineset lesbulbes
Les plantes annuelles fleurissent avant l’hiver et produisent une grande quantité de graines. C’est grâce à leur enveloppe très résistante et aux réserves énergétiques qu’elles contiennent que les jeunes pousses survivent à l’hiver et croissent lorsque les conditions climatiques deviennent favorables.
Le bulbe, pour sa part,  est utilisé par des plantes vivaces et permet de les faire survivre à l’hiver. Cet organe chargé en réserves d’énergie reste enfoui sous le sol. Comme pour les graines, la plante repousse lorsque les conditions climatiques redeviennent favorables.

### Mécanismes d'antigel
Certains végétaux augmentent la concentration de soluté dans leurs cellules ce qui diminuera le point de congélation et ne gèleront pas. Plus la concentration en soluté sera élevée, plus le point de congélation sera bas. Cela est très souvent adopté par les plantes vivant à haute altitude ou très au nord, comme en Sibérie.

### Ladessiccationet lasurfusion
Certaines plantes utilisent la dessiccation pour survivre à des températures extrêmement froides. Cela consiste à expulser l’eau contenue dans les cellules, ce qui évite à celles-ci de geler. Ce moyen de résistance au froid est particulièrement fréquent chez les mousses, les lichens et les graines des plantes.
Un autre mécanisme permettant de résister à des froids extrêmes est la surfusion, qui permet aux plantes de résister jusqu'à −40 °C. Ce mécanisme consiste en ce que les liquides peuvent rester à l'état liquide en dessous de leur point de congélation. Elle dépend de l'aptitude à la plante de pouvoir éliminer les noyaux responsables de l'initiation de la formation des premiers cristaux de glace.

### Une petite taille
En haute altitude ou latitude, adopter une taille petite devient l’un des meilleurs moyens pour résister au froid. Au ras du sol, les températures sont plus élevées. En cas de chute de neige, cela permet à la plante d'être enfouie sous la neige, qui a un effet d'isolant protecteur contre les températures négatives extrêmes. Enfin, la petite taille limite l’action mécanique de la neige et du vent, qui ont tendance à casser les tiges et les branches des plantes. Un cas particulier de plantes de petite taille est le port en coussin. Les plantes en coussin ont une forme se rapprochant d'une sphère, qui est la forme géométrique qui expose la plus petite surface pour un volume donné. Ces plantes perdent moins de chaleur et d’eau, c’est pourquoi cette forme est si répandue en haute altitude. Par ailleurs, plusieurs espèces végétales et animales se développent au milieu de ces coussins, en profitant du microclimat favorable qui y règne.